# Orphei Veteraner
Orphei Veteraner (OV) är en manskör i Uppsala, som grundades år 1984 och består av äldre, tidigare aktiva sångare i Orphei Drängar.
Orphei Veteraner bildades den 1 oktober 1984 på initiativ av andrebasen Nils Bååthe (1904–1999). Kören repeterar i Alfvénsalen  två gånger i månaden, och sjunger offentligt vid olika evenemang i främst Mellansverige samt i och omkring Uppsala.
Kören har omkring 60 medlemmar, och dirigent är Håkan Sund.